# Nortorf
Pour les articles homonymes, voir Nortorf (homonymie).

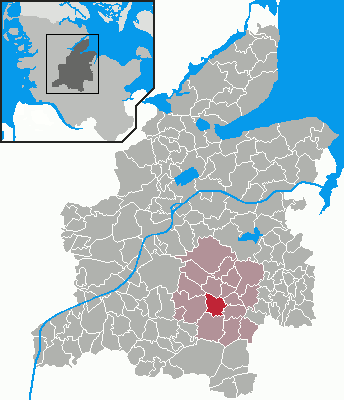
Situation de la commune dans l'arrondissement

Nortorf est une commune d'Allemagne située dans l'arrondissement de Rendsburg-Eckernförde (Schleswig-Holstein).

## Géographie
Nortorf se situe entre les parcs naturels d'Aukrug (Naturpark Aukrug) et de Westensee (Naturpark Westensee).

## Jumelages
- Wolin (Pologne) depuis 1955
- Perstorp (Suède) depuis 1989